# コンチネンタル航空603便離陸失敗事故
コンチネンタル航空603便離陸失敗事故（コンチネンタルこうくう603びんりりくしっぱいじこ、英：Continental Airlines Flight 603）は、1978年3月1日にアメリカ合衆国・カリフォルニア州のロサンゼルス国際空港の滑走路6Rにおいて離陸滑走を行っていたコンチネンタル航空603便（マクドネル・ダグラス DC-10-10）の降着装置のタイヤ3輪が相次いでパンク、離陸を中止したがパンクによる制動距離の増加により滑走路内で停止できずオーバーランした事故である。
停止後発生した火災の影響で脱出スライドが故障し、避難時に主翼上で足を滑らせ地面へ転落した乗客2人がその場で死亡、避難時重傷であった乗客2人が3ヶ月後に負傷が原因で死亡し計4人の死者を出した。

## 事故機

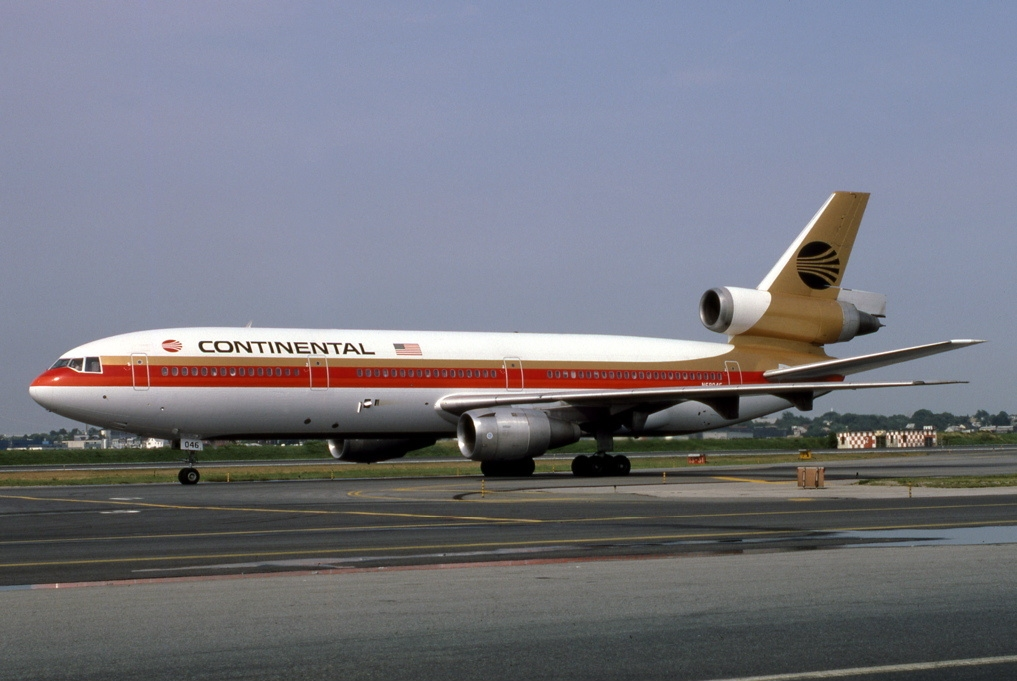
事故機と同型機のコンチネンタル航空DC-10-10

事故機である機体記号N68045のDC-10-10は1972年に初飛行を行った機体であった。

## 事故
1978年3月1日太平洋標準時午前9時25分頃にコンチネンタル航空603便はロサンゼルス国際空港の滑走路6Rで離陸滑走を開始した。滑走中、左主脚の2番タイヤの一部が分離し負荷に耐え切れなくなった2番タイヤはパンクした。2番タイヤのパンクに伴いより多くの負荷を受けることとなった左主脚1番タイヤもそれに耐え切れず2番タイヤのパンク直後にパンクした。また、パンクしたタイヤから脱落したホイールリムの破片が左主脚5番タイヤにぶつかり、損傷を受けた5番タイヤもパンクした。
機長（603便が引退前最後のフライトであった）は離陸決心速度より4ノット (7.4km/h; 4.6mph) 低い速度の時点で離陸中止手順を実行したが、次第に滑走路内で停止しきれないことが明らかになった。これは本来ならば離陸決心速度を下回っていれば滑走路端までに停止できるはずであったが、603便は左主脚のタイヤ3輪がパンクしており部分的にブレーキの利きが著しく悪化していたこと、滑走路が濡れており制動距離が延びていたことが原因であった。機長は止まりきれないことを感じると「滑走路灯を保持している支柱の横に行こう。」と考え、滑走路端にある進入灯の支柱を避けるため機体を必死に曲げ支柱を回避した:2。オーバーラン後、滑走路端から約100フィート (30m) 先にあった耐荷重性のない舗装路に差し掛かった際に左主脚が舗装路を突き破り引っ掛かったため後方に倒れ、倒れた左主脚が左主翼の燃料タンクを損傷し穴が開いたため機体左側で燃料火災が発生した。

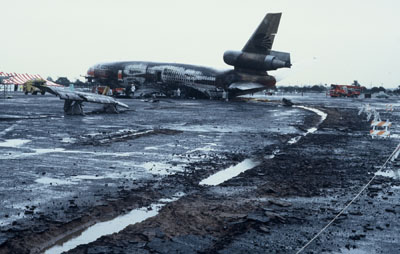
滑走路を逸脱した事故機

その後も機体は滑走を続け、滑走路端から約664フィート (202m) 先でようやく停止した。機体左側で火災が発生していたため全ての乗客は右側から避難した。機体右側に4つあった脱出スライドは火災による熱の影響で脱出時の何れかの時点で故障し使用できなくなった:31。603便の乗務員と乗り合わせた非番のパイロットはスライドが故障した際に乗客を別の出口に案内するために迅速に動き、結果的に多くの人命を救い怪我人の数を減らしたため国家運輸安全委員会 (NTSB) はこの行動を賞賛している:38。最後のスライドが故障した時点でまだ機内に残っていた乗客は、地面に飛び降りるかコックピットの副操縦士側の窓から展開されたスライドロープを使用することを余儀なくされた:31。
搭乗していた乗客186人と乗員14人の計200人の内、乗客2人が避難時に右主翼の前縁から地面へ転落し死亡した。更に避難中に乗客28人と乗員3人の計31人が重傷を負い、内乗客2人が3ヶ月後に負傷が原因で死亡した。

## 調査
NTSBは調査によって2番タイヤの故障が全ての引き金であったとした。2番タイヤの分離・パンクによって負荷の増えた1番タイヤにおいても以前からの構造の疲労によりパンクが発生した。5番タイヤは1番あるいは2番タイヤから脱落したホイールリムの金属片が直撃したことでパンクした。この3輪のタイヤのパンクにより603便は滑走路端を突破しオーバーランし、左主脚が非耐荷重性舗装路を突き破り火災を発生させた可能性が高いとした。また、NTSBは「平均空気圧が最大総重量の最適圧力よりも低かったため、航空機のタイヤは過偏向状態で運航されていた可能性がある。」とも述べている。
NTSBは連邦航空局 (FAA) に対し、異なる耐荷重性を持つ異なるモデルのタイヤを同一の車軸に取り付けることを禁止し、将来製造されるタイヤにはより大きな耐荷重性を持たせる必要があることを勧告した。NTSBはまた、より耐久性・耐火性のある脱出スライドの開発や、スライドに障害が発生した場合に使用する非常口における避難用ロープの配置など、航空機からの避難における安全性の改善に関する一連の勧告を発行した。

## 余波
この事故の調査が完了した後、FAAは更新されたタイヤの評価基準、性能基準、テスト要件など多数の規則を変更した。
更にFAAは、脱出スライドの設計を変更して容量を増やし、耐火性を向上させ、より速い速度で膨張できるようにすることを勧告した。